# Дом, где жил И. К. Микитенко
Дом, где жил И. К. Микитенко — памятник истории местного значения в Ладане.

## История
Решением исполкома Черниговского областного совета народных депутатов от 01.02.1994 № 29 дому присвоен статус памятник истории местного значения с охранным № 6865 под названием Дом, где жил писатель И. К. Микитенко (1897-1937 гг.).

## Описание
В период 1928-1938 годы в помещениях бывшего Ладанского Покровского монастыря действовала Ладанская трудовая коммуна для беспризорных детей и малолетних правонарушителей. Изготавливали одежду, спортивное снаряжение, мебель, шлифовальные станки. На её производственной базе был создан завод противопожарного оборудования («Пожмашина»).
В 1933 году здесь побывал украинский советский писатель И. К. Микитенко. В этот период Иван Микитенко работал над романом «Утро», который воспроизводит процесс перевоспитания беспризорных детей и малолетних правонарушителей в трудовых коммунах. На доме, где жил писатель установлена мемориальная мраморная доска.